# Tiempo de revancha
Tiempo de revancha es una película argentina dramática de 1981 escrita y dirigida por Adolfo Aristarain. Protagonizada por Federico Luppi, Haydée Padilla, Julio De Grazia y Ulises Dumont. Coprotagonizada por José Jofre Soares, Aldo Barbero, Enrique Liporace y Arturo Maly. También contó con la actuación especial de Rodolfo Ranni. Se estrenó el 30 de julio de 1981 y fue ganadora de muchos premios nacionales e internacionales en 1982, entre ellos el Primer Premio del Festival de Cine de La Habana, el Gran Premio de las Américas del Festival Mundial de Cine de Montreal y los Cóndor de Plata al Mejor actor, Mejor director, Mejor guion original y Mejor película de la Asociación Argentina de Críticos de Cine.
La película, estrenada durante la última dictadura cívico-militar, es una alegoría sobre los presos políticos y los desaparecidos durante esa etapa de la historia argentina. La denuncia que la película lleva a cabo, habida cuenta de la censura y represión política imperantes entonces, se realiza mediante el uso de varios elementos simbólicos: desde el título mismo, las características de la trama y el foco en el enfrentamiento del protagonista con una poderosa empresa, hasta la presencia de explosivos, la muerte y la pérdida del habla.
Fue reconocida como la quinta mejor película del cine argentino de todos los tiempos en la encuesta realizada por el Museo del Cine Pablo Ducrós Hicken en 1984, mientras que ocupó el puesto 9 en la edición de 2000. En una nueva versión de la encuesta organizada en 2022 por las revistas especializadas La vida útil, Taipei y La tierra quema, presentada en el Festival Internacional de Cine de Mar del Plata, la película alcanzó el tercer puesto.

## Sinopsis
Pedro Bengoa (Luppi), un ex sindicalista que comenzó a trabajar como dinamitero en una mina propiedad de una empresa multinacional corrupta, decide junto a Bruno Di Toro (Dumont), su compañero de trabajo y de la lucha obrera, producir una explosión que parezca accidental y los deje sepultados. Todo forma parte de un plan elaborado por el abogado Larsen (De Grazia), para simular luego que Di Toro perdió el habla y negociar así una indemnización con la empresa. 
Durante la fallida explosión Di Toro se asusta y sale corriendo por lo cual pierde la vida, mientras que Bengoa queda aparentemente sin habla y se conecta con Larsen para seguir adelante con la simulación planeada. La empresa sospecha que se trató de una maniobra intencional, negándose a pagar la indemnización en primera instancia. Pero en el juicio se descubre un manejo turbio de fondos por parte de la empresa, y debido a esto, llega a ofrecer 500.000 dólares a Bengoa, lo cual Larsen le aconseja aceptar. Sin embargo el ex sindicalista cambia de opinión, y decide entonces llevar el conflicto hasta sus últimas consecuencias.

## Reparto
- Federico Luppi ... Pedro Bengoa
- Haydée Padilla ... Amanda Bengoa
- Rodolfo Ranni ... Torrens
- Julio De Grazia ... Larsen
- Ulises Dumont ... Bruno Di Toro
- Jofre Soares ... Aitor
- Aldo Barbero ... Rossi
- Enrique Liporace ... Basile
- Arturo Maly ... García Brown
- Jorge Hacker ... Guido Ventura
- Alberto Benegas ... Golo
- Ingrid Pelicori ... Lea
- Jorge Chernov ... Jorge
- Cayetano Biondo ... Bautista
- Marcos Woinski ... El Polaco
- Héctor Calori ... Médico
- Lidia Catalano
- Carlos Verón
- Carlos Trigo
- Osvaldo de la Vega
- Aldo Pastur ... Operario 2 en cantera
- Enrique Latorre
- Jorge Velurtas
- Rafael Casadó
- Enrique Otranto ... Psicólogo
- Marcela Sotelo
- Cristina Aroca
- Carlos Vern
- Felipe Méndez ... Operario 1 en cantera
- Miguel Ángel Llobet ... Botones
- Alejandro Arando ... Especialista en audiometría

## Premios
- 1982, Premios Cóndor, Asociación de Cronistas de Cine de la Argentina, Cóndor de Plata al mejor actor (Federico Luppi).
- 1982, Premios Cóndor, Asociación de Cronistas de Cine de la Argentina, Cóndor de Plata al mejor director (Adolfo Aristarain).
- 1982, Premios Cóndor, Asociación de Cronistas de Cine de la Argentina, Cóndor de Plata al mejor guion original (Adolfo Aristarain).
- 1982, Premios Cóndor, Asociación de Cronistas de Cine de la Argentina, Cóndor de Plata al mejor montaje (Eduardo López).
- 1982, Premios Cóndor, Asociación de Cronistas de Cine de la Argentina, Cóndor de Plata al mejor revelación masculina (Arturo Maly).
- 1982, Premios Cóndor, Asociación de Cronistas de Cine de la Argentina, Cóndor de Plata al mejor actor de reparto (Ulises Dumont).
- 1982, Premios Coral, Festival de Cine de La Habana, Primer Premio (Gran Coral).
- 1982, Festival Mundial de Cine de Montreal, Gran Premio de las Américas.
- 1984, Festival del Film Policial de Cognac, Premio de la Crítica.

## Crítica
El suplemento Radar de Página/12 consideró en 2006: 

«Ocultando su pasado, un ex sindicalista logra entrar en una empresa minera, donde un compañero lo convence de fingir un accidente laboral para cobrar la indemnización. Para muchos, este policial tenso y austero no solo fue considerado una estupenda película sino también el comienzo de la apertura que continuaría, al año siguiente, con Plata dulce, de Fernando Ayala.»